# Hardinvast
Hardinvast és un municipi francès situat al departament de la Manche i a la regió de Normandia. L'any 2007 tenia 916 habitants.

## Demografia

### Població
El 2007 la població de fet de Hardinvast era de 916 persones. Hi havia 321 famílies de les quals 48 eren unipersonals (16 homes vivint sols i 32 dones vivint soles), 108 parelles sense fills, 161 parelles amb fills i 4 famílies monoparentals amb fills.
La població ha evolucionat segons el següent gràfic:
Habitants censats

### Habitatges
El 2007 hi havia 336 habitatges, 323 eren l'habitatge principal de la família, 4 eren segones residències i 9 estaven desocupats. Tots els 334 habitatges eren cases. Dels 323 habitatges principals, 293 estaven ocupats pels seus propietaris, 25 estaven llogats i ocupats pels llogaters i 5 estaven cedits a títol gratuït; 8 tenien dues cambres, 19 en tenien tres, 70 en tenien quatre i 226 en tenien cinc o més. 250 habitatges disposaven pel capbaix d'una plaça de pàrquing. A 89 habitatges hi havia un automòbil i a 217 n'hi havia dos o més.

### Piràmide de població
La piràmide de població per edats i sexe el 2009 era:
| Homes | Edats   | Dones |
| ----- | ------- | ----- |
| 0     | 95 o +  | 0     |
| 0     | 90 a 94 | 4     |
| 0     | 85 a 89 | 4     |
| 4     | 80 a 84 | 4     |
| 0     | 75 a 79 | 8     |
| 16    | 70 a 74 | 8     |
| 12    | 65 a 69 | 20    |
| 12    | 60 a 64 | 24    |
| 20    | 55 a 59 | 12    |
| 28    | 50 a 54 | 24    |
| 36    | 45 a 49 | 44    |
| 28    | 40 a 44 | 28    |
| 20    | 35 a 39 | 20    |
| 56    | 30 a 34 | 36    |
| 28    | 25 a 29 | 32    |
| 16    | 20 a 24 | 12    |
| 16    | 15 a 19 | 24    |
| 24    | 10 a 14 | 32    |
| 32    | 5 a 9   | 40    |
| 28    | 0 a 4   | 44    |

## Economia
El 2007 la població en edat de treballar era de 569 persones, 400 eren actives i 169 eren inactives. De les 400 persones actives 377 estaven ocupades (207 homes i 170 dones) i 23 estaven aturades (10 homes i 13 dones). De les 169 persones inactives 69 estaven jubilades, 51 estaven estudiant i 49 estaven classificades com a «altres inactius».

### Ingressos
El 2009 a Hardinvast hi havia 327 unitats fiscals que integraven 935,5 persones, la mediana anual d'ingressos fiscals per persona era de 19.485 €.

### Activitats econòmiques
Dels 15 establiments que hi havia el 2007, 1 era d'una empresa de fabricació d'altres productes industrials, 3 d'empreses de construcció, 4 d'empreses de comerç i reparació d'automòbils, 2 d'empreses financeres, 4 d'empreses de serveis i 1 d'una empresa classificada com a «altres activitats de serveis».
Dels 5 establiments de servei als particulars que hi havia el 2009, 1 era una funerària, 1 taller de reparació d'automòbils i de material agrícola, 1 paleta, 1 fusteria i 1 lampisteria.
Dels 2 establiments comercials que hi havia el 2009, 1 era una botiga d'electrodomèstics i 1 una joieria.
L'any 2000 a Hardinvast hi havia 26 explotacions agrícoles que ocupaven un total de 432 hectàrees.

## Equipaments sanitaris i escolars
El 2009 hi havia una escola elemental.

## Poblacions més properes
El següent diagrama mostra les poblacions més properes.